# Djibrilla Mossi
Djibrilla Ibrahim Mossi (Niamey, 2 marzo 2002) è un calciatore nigerino, difensore svincolato e della nazionale nigerina.

## Carriera

### Club
Dopo gli inizi in patria con il Douanes Niamey, nel 2018 si trasferisce in Ghana al Cheetah, dove gioca per tre stagioni. Nel 2021 si trasferisce ai senegalesi del NSFC Iyane. Nello stesso anno cambia di nuovo squadra, questa volta andando a giocare negli Emirati Arabi Uniti all'Al Hilal United. Nel febbraio 2022 approda in Europa ai croati dell'Orijent, militanti nella seconda divisione locale. Nel mese di luglio viene acquistato dal Rijeka, formazione della massima serie croata.

### Nazionale
Ha esordito con la nazionale nigerina l'11 giugno 2021, nell'amichevole persa per 2-1 con la Guinea.

## Statistiche

### Presenze e reti nei club
Statistiche aggiornate al 25 luglio 2022.
| Stagione        | Squadra         | Campionato      | Campionato | Campionato | Coppe nazionali | Coppe nazionali | Coppe nazionali | Coppe continentali | Coppe continentali | Coppe continentali | Altre coppe | Altre coppe | Altre coppe | Totale | Totale |
| Stagione        | Squadra         | Comp            | Pres       | Reti       | Comp            | Pres            | Reti            | Comp               | Pres               | Reti               | Comp        | Pres        | Reti        | Pres   | Reti   |
| --------------- | --------------- | --------------- | ---------- | ---------- | --------------- | --------------- | --------------- | ------------------ | ------------------ | ------------------ | ----------- | ----------- | ----------- | ------ | ------ |
| feb.-giu. 2022  | Orijent         | 2.HNL           | 6          | 0          | CC              | -               | -               |                    | -                  | -                  |             | -           | -           | 6      | 0      |
| 2022-2023       | Rijeka          | 1.HNL           | 0          | 0          | CC              | 0               | 0               | UECL               | 0                  | 0                  |             | -           | -           | 0      | 0      |
| Totale carriera | Totale carriera | Totale carriera | 6          | 0          |                 | 0               | 0               |                    | 0                  | 0                  |             | -           | -           | 6      | 0      |

### Cronologia presenze e reti in nazionale
| Cronologia completa delle presenze e delle reti in nazionale ― Niger | Cronologia completa delle presenze e delle reti in nazionale ― Niger | Cronologia completa delle presenze e delle reti in nazionale ― Niger | Cronologia completa delle presenze e delle reti in nazionale ― Niger | Cronologia completa delle presenze e delle reti in nazionale ― Niger | Cronologia completa delle presenze e delle reti in nazionale ― Niger | Cronologia completa delle presenze e delle reti in nazionale ― Niger | Cronologia completa delle presenze e delle reti in nazionale ― Niger |
| Data                                                                 | Città                                                                | In casa                                                              | Risultato                                                            | Ospiti                                                               | Competizione                                                         | Reti                                                                 | Note                                                                 |
| -------------------------------------------------------------------- | -------------------------------------------------------------------- | -------------------------------------------------------------------- | -------------------------------------------------------------------- | -------------------------------------------------------------------- | -------------------------------------------------------------------- | -------------------------------------------------------------------- | -------------------------------------------------------------------- |
| 11-6-2021                                                            | Manavgat                                                             | Guinea                                                               | 2 – 1                                                                | Niger                                                                | Amichevole                                                           | -                                                                    |                                                                      |
| 22-8-2021                                                            | Dubai                                                                | Niger                                                                | 2 – 1                                                                | Sudan                                                                | Amichevole                                                           | -                                                                    | 73’                                                                  |
| 26-8-2021                                                            | Dubai                                                                | Niger                                                                | 0 – 3                                                                | Sudan                                                                | Amichevole                                                           | -                                                                    | 13’ 46’                                                              |
| 6-9-2021                                                             | Rabat                                                                | Gibuti                                                               | 2 – 4                                                                | Niger                                                                | Qual. Mondiali 2022                                                  | -                                                                    | 44’                                                                  |
| Totale                                                               |                                                                      | Presenze                                                             | 4                                                                    |                                                                      | Reti                                                                 | 0                                                                    |                                                                      |